# Anostirus marginatus
Anostirus marginatus là một loài bọ cánh cứng trong họ Elateridae. Loài này được Pic miêu tả khoa học năm 1931.